# 冯喆 (体操运动员)
冯喆（1987年11月19日—），四川成都人，中国男子競技體操運動員，強項是雙杠。

## 簡歷
1991年，年仅四岁的冯喆进入成都市少儿业余体校新苗体育幼儿园，这是一所同时进行幼儿教育和体育专项训练苗子选拔的特殊幼儿园。1994至1999年在成都市少儿业余体校男子体操队进行专项训练。1999年进入四川省体操队，2004年进入中国国家体操队。2005年获中华人民共和国第十届运动会双杠亚军。
2006年获体操世界杯上海站双杠冠军，2007年体操世界杯巴黎站双杠冠军，上海站跳马、双杠冠军。2008年北京奥运前的全国体操锦标赛暨奥运会选拔赛中，获跳马冠军。但李小鹏伤愈后，冯喆落选北京奥运阵容。
2008年12月，體操世界杯馬德里站總決賽，馮喆奪雙杠金牌，正式上牆成世界冠軍。2009年，馮喆首次參加世界體操錦標賽，在雙杠上獨得銀牌。2010年10月，世界體操錦標賽，馮喆奪男子團體、雙杠兩面金牌。
2010年11月，冯喆代表中国出戰廣州亞運會，參加體操比賽的男子跳马、双杠及男子团体三個項目，奪得二金一銀。
2011年10月，冯喆代表中国出戰東京舉行的世界競技體操錦標賽，奪得团体賽金牌。
2012年在伦敦奥运会體操男子團體比賽，馮喆與陳一冰、邹凯、張成龍和郭伟阳組成的中國隊獲得冠軍，8月7日他再在雙桿項目中得金牌。

## 綜藝節目
- 2015年 《极速前进2》